# Jackie (2012)
Jackie is een komische dramafilm, geregisseerd door Antoinette Beumer, naar een idee van Marnie Blok & Karen van Holst Pellekaan. De hoofdrollen worden gespeeld door Carice van Houten, Jelka van Houten en Academy Award-winnares Holly Hunter.

## Verhaal
Sofie (Carice van Houten) en Daan (Jelka van Houten) zijn tweelingzussen die zijn opgevoed door twee vaders (Paul Hoes en Jaap Spijkers). Sofie, een gedreven vrouw zonder man die leeft voor haar werk en Daan getrouwd met de dominante Joost, met wie ze binnenkort met ivf-behandelingen begint. Totdat Sofie een telefoontje krijgt uit Amerika dat hun biologische moeder Jackie (Holly Hunter) met een gecompliceerde beenbreuk in het ziekenhuis ligt en vervoerd moet worden naar een revalidatieoord. Ter plaatse blijkt dat Jackie vreemd en onaangepast is en initieel geen contact met hen lijkt te willen hebben. Bovendien kan ze om medische redenen niet vliegen. Daarom gaan ze met Jackies camper op reis door New Mexico. Bij dit avontuur komt alles waar ze in geloofden op losse schroeven te staan. Sofie is eerst via internet onderweg nog druk met haar werk bezig, maar neemt uiteindelijk ontslag. Daan verzwijgt tegenover haar man, die graag kinderen wil, dat ze de pil slikt. Daan wil zelf ook wel kinderen, maar niet van hem. Nadat Sofie door een slang gebeten is bestuurt Daan de camper hoewel ze geen rijbewijs heeft en volgens haar man niet kan rijden. Langzamerhand beginnen ze begrip te krijgen voor hun vreemde moeder en een band met haar te ontwikkelen.
Uiteindelijk gaan ze samen op bezoek bij Jackie's broer Paul die ze heel lang niet gezien heeft. Na een mooie avond samen pleegt Jackie zelfmoord omdat ze toch al stervende is en dit haar een mooi moment lijkt om er uit te stappen. In de brief die ze achterlaat schrijft ze dat ze blij is dat de meiden haar moeder hebben gemaakt en vraagt hen als laatste gunst of ze haar as op een bepaalde plaats willen uitstrooien. Ook schrijft ze dat ze jaren geleden een portemonnee stal van ene 'Jackie' en dat zij zelf Melissa heet. Na enige aarzeling strooien de zussen toch haar as uit op de witte vlakten en accepteren ze dat zij meer hun moeder is dan dat de echte Jackie ooit zal zijn. Daan dumpt vervolgens haar man Joost en de meiden trekken samen verder door Amerika in hun moeders camper.

## Rolverdeling
| Personage         | Acteur/actrice       |
| ----------------- | -------------------- |
| Sofie             | Carice van Houten    |
| Daan              | Jelka van Houten     |
| Jackie / Melissa  | Holly Hunter         |
| Vader             | Jaap Spijkers        |
| Vader             | Paul Hoes            |
| Rosa              | Elise Schaap         |
| Joost             | Jeroen Spitzenberger |
| Robert            | Hajo Bruins          |
| Paul              | Howe Gelb            |
| De vrouw van Paul | Mary Woods           |
| De zoon van Paul  | Chad E. Brown        |

## Trivia
- Jelka en Carice van Houten zijn in het echt, net als in de film, zusjes. Dit is de eerste keer dat de twee samenwerken.